# Espinchal
Espinchal ist eine französische Gemeinde mit 73 Einwohnern (Stand: 1. Januar 2022) im Département Puy-de-Dôme in der Region Auvergne-Rhône-Alpes (vor 2016 Auvergne). Sie gehört zum Arrondissement Issoire und zum Kanton Le Sancy (bis 2015 Besse-et-Saint-Anastaise). 

## Lage
Espinchal liegt etwa 50 Kilometer südsüdwestlich von Clermont-Ferrand in der Limagne. Umgeben wird Espinchal von den Nachbargemeinden Égliseneuve-d’Entraigues im Norden und Westen, Compains im Norden und Nordosten, La Godivelle im Osten, Montgreleix im Süden sowie Chanterelle im Südwesten.

## Weblinks

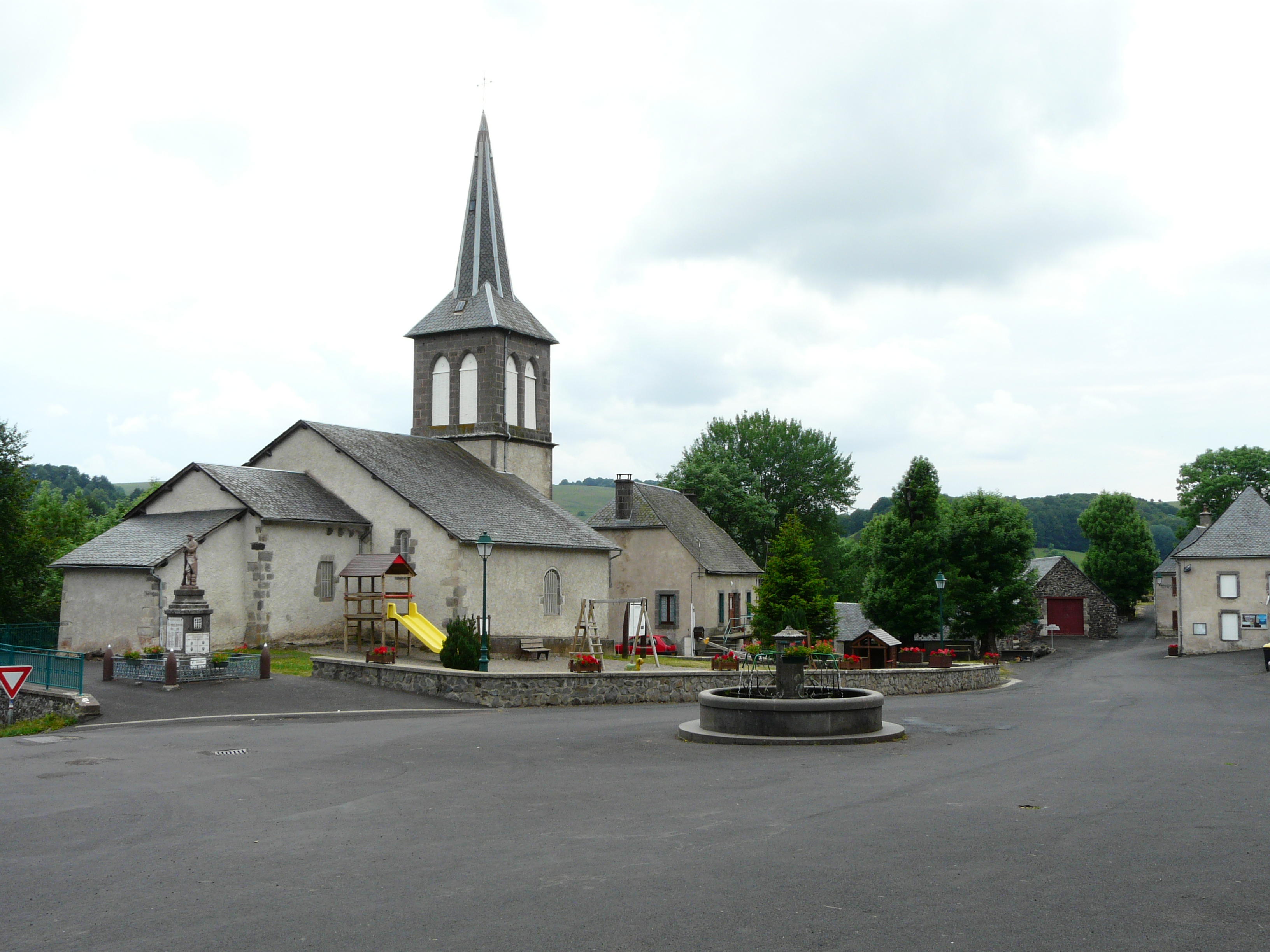
Kirche

## Bevölkerungsentwicklung
| Jahr                       | 1962 | 1968 | 1975 | 1982 | 1990 | 1999 | 2006 | 2013 |
| Einwohner                  | 315  | 303  | 275  | 192  | 144  | 106  | 106  | 92   |
| Quellen: Cassini und INSEE |      |      |      |      |      |      |      |      |

## Sehenswürdigkeiten
- Kirche
- Burgruine von Epinchal